# Торндиррап
Национальный парк Торндиррап (англ. Torndirrup National Park) — национальный парк в штате Западная Австралия, расположенный в 400 км к юго-востоку от столицы штата Перта вдоль шоссе Френчмен-Бэй-роуд в 10 км к югу от Албани. Площадь парка составляет 39,36 км².
Торндирруп особенно известен впечатляющими скальными образованиями на побережье. К ним относятся гранитные образования Албани-Гэп, Природный мост и Блоухолз. Парк расположен вдоль побережья на западной стороне пролива Кинг-Джордж и состоит из множества скал, оврагов, водоёмов, пляжей и мысов.

## История и описание
Район состоит из трёх основных типов горных пород, одна из которых — гнейсы. Самый старый из них образовался 1300—1600 млн лет назад. Этот тип скал можно увидеть вдоль обрывистых стен ущелья Албани-Гэп. Граниты образовались позже, когда 1160 млн лет назад Австралийская плита столкнулась с Антарктической и расплавленная порода поднялась на поверхность. Эти граниты видны в скалах на вершине Стоуни-Хилл.
Парк был основан в 1918 году одним из первых в Западной Австралии. В 1969 году парк получил нынешнее название по клану коренных австралийцев, который жил в этом районе. Первый рейнджер в парке был назначен в 1973 году. Это один из наиболее посещаемых парков в Западной Австралии, ежегодно его посещают около 250 тыс. человек.
Сильный лесной пожар уничтожил 700 га кустарников в этом районе в 2010 году и вызвал закрытие шоссе Френчмен-Бэй-Роуд, изолируя туристов и жителей этого района. В 2015 году другой пожар уничтожил 616 гектаров кустарников между Стоуни-Хилл и Блоухолз, популяции находящейся под угрозой исчезновения Banksia verticillata.

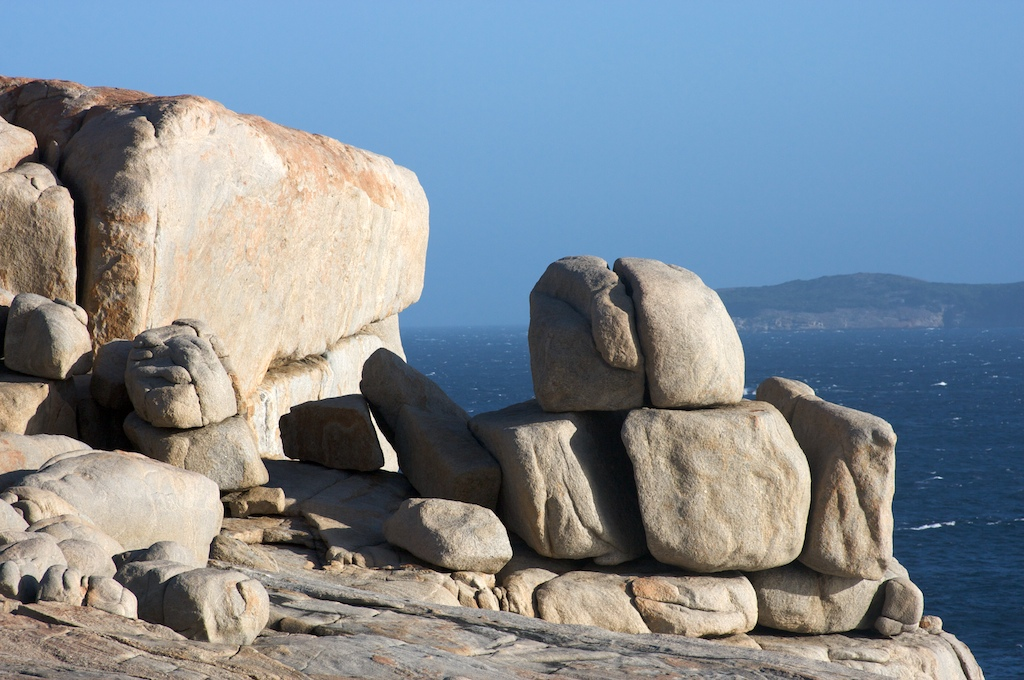
Албани-Гэп
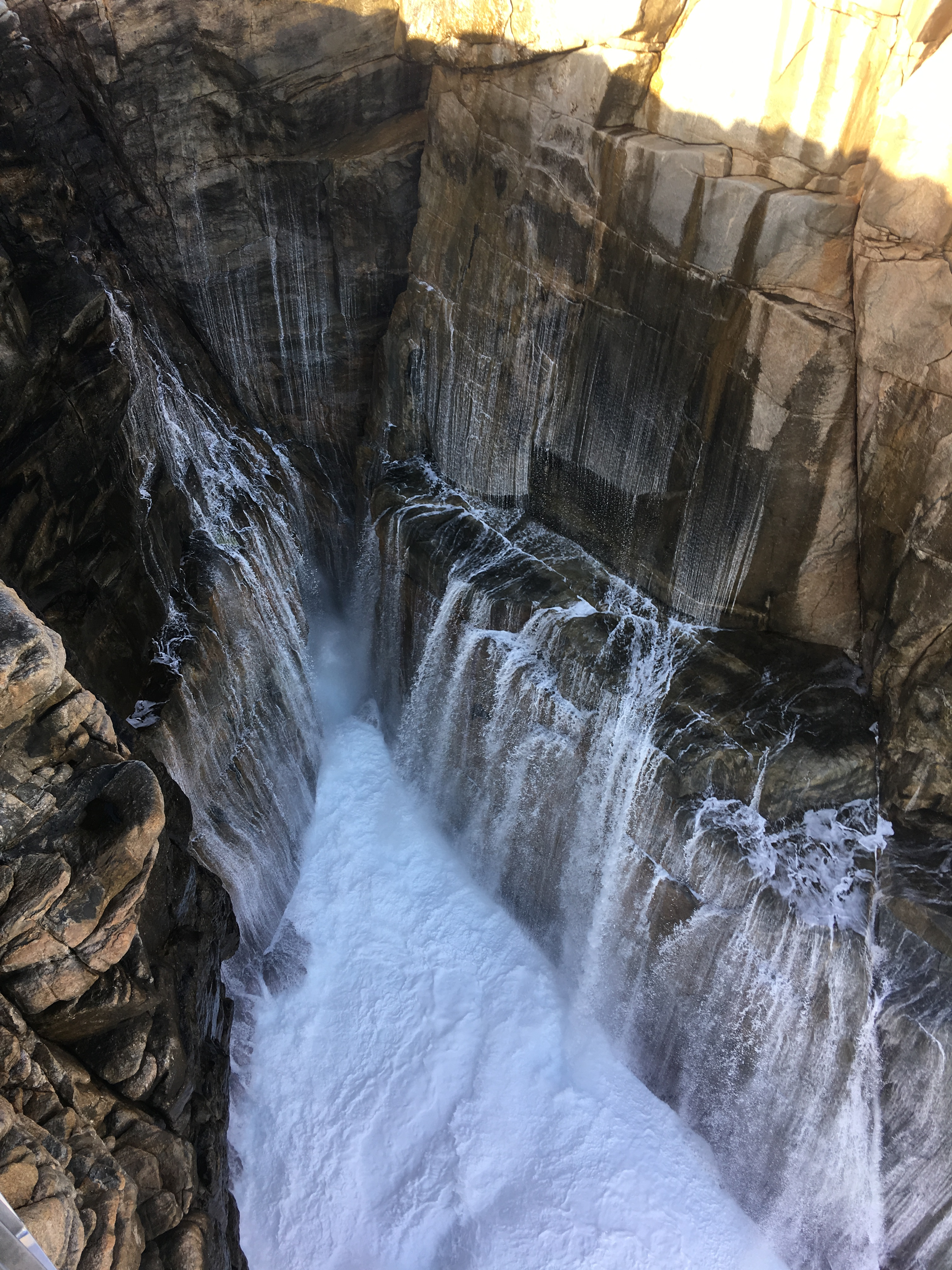
Внутри Албани-Гэп
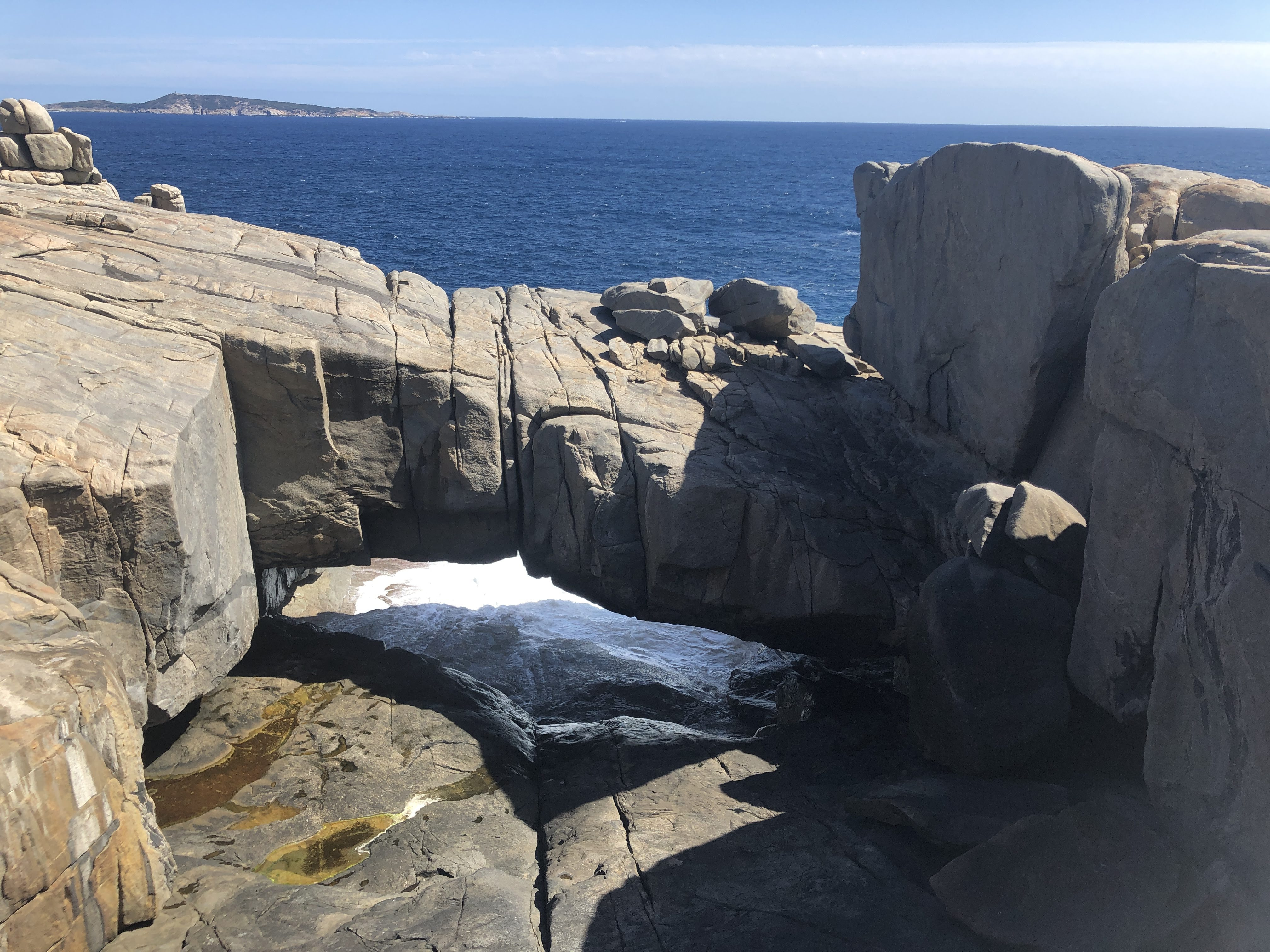
Природный мост
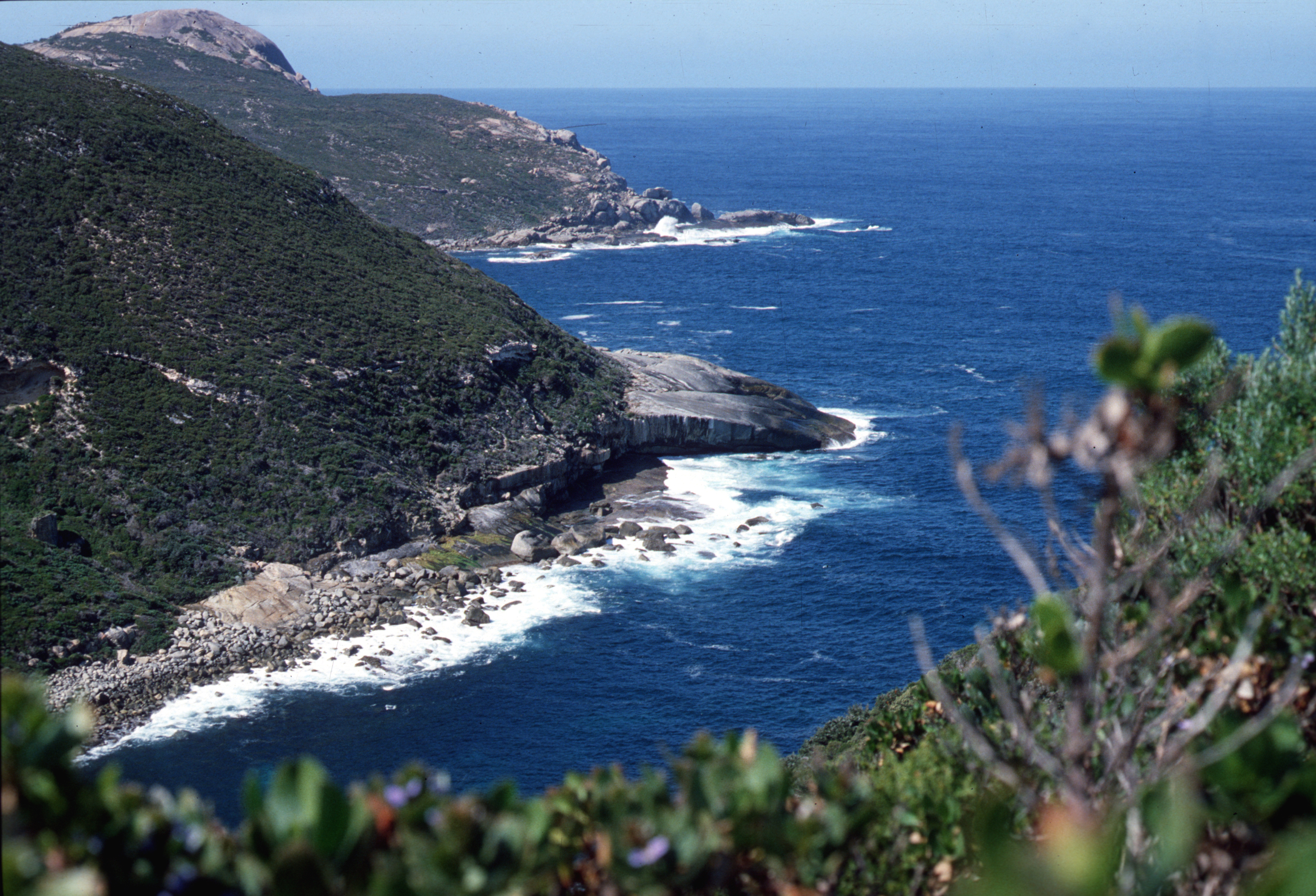
Побережье океана

## Флора и фауна
В парке можно найти большое количество цветущих растений, в том числе Adenanthos sericeus, Agonis flexuosa, Eucalyptus cornuta, различные банксии и лес эвкалипта разноцветного (т. н. карри). Прибрежные растения, такие как местный розмарин, Pimelea suaveolens и Scaevola crassifolia, встречаются в пустоши. Парк также является домом для очень редкого гибридного кустарника Adenanthos × cunninghamii и находящейся под угрозой исчезновения Calectasia cyanea, известной по одной популяции.
На территории парка обитают кенгуру, Rattus fuscipes, карликовые поссумы и коротконосые бандикуты. Также можно найти много видов рептилий, в том числе тигровая змея, Echiopsis, Antaresia childreni и Pseudonaja affinis. В 1876 году в парке была найдена редкая крапчатая сумчатая мышь. Из птиц в парке обитают медососовые, серёжчатые медососы, трёхпёрстки, желтощёкая розелла и множество морских птиц. В сезон со скал парка можно увидеть китов и тюленей.
Редкий и древний паук Zephyrarchaea mainae, который в настоящее время находится под угрозой исчезновения, был обнаружен в парке во время исследования, проведенного в 2008 году.

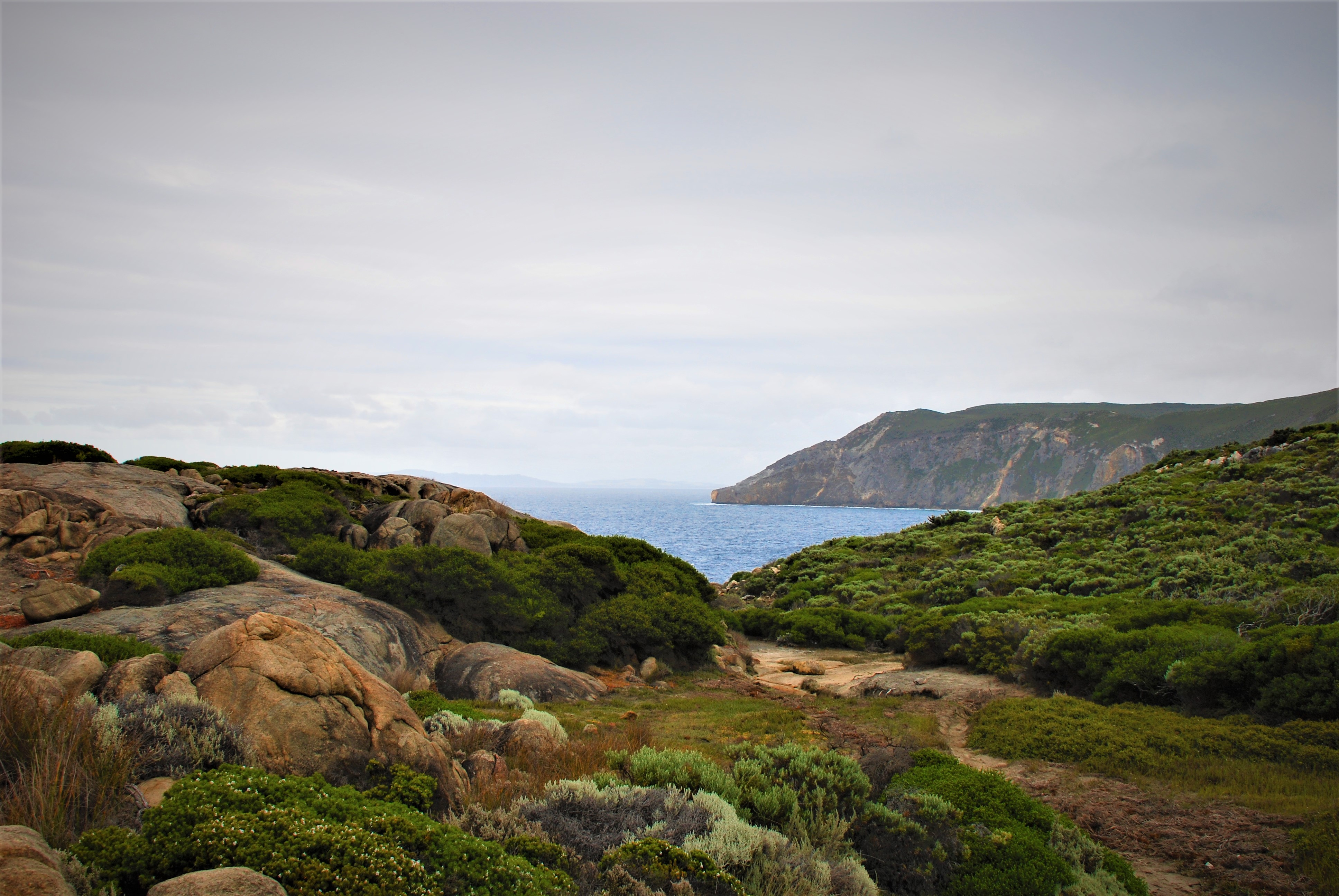
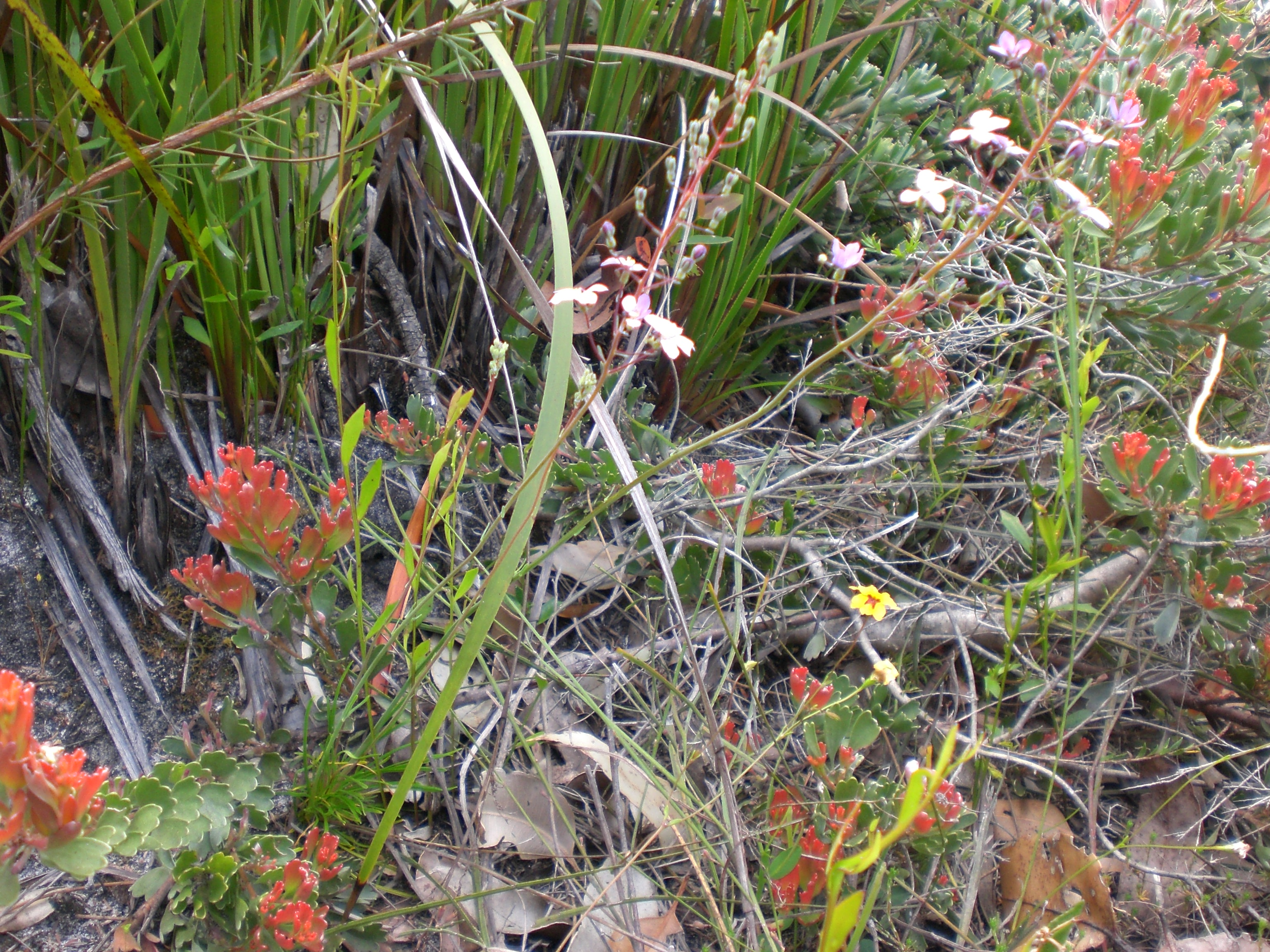
Флора парка
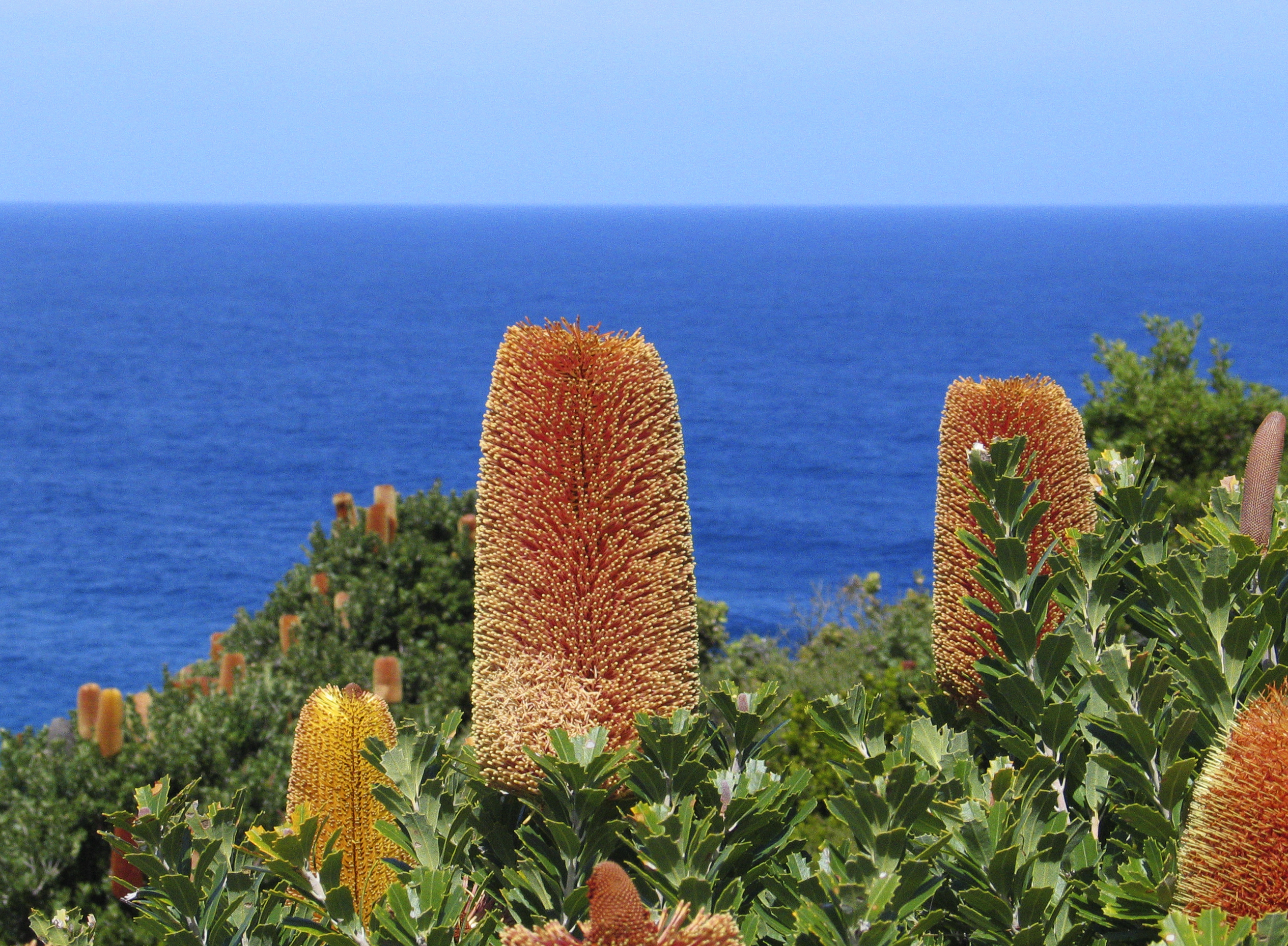
Банксия на Болд-Хилл
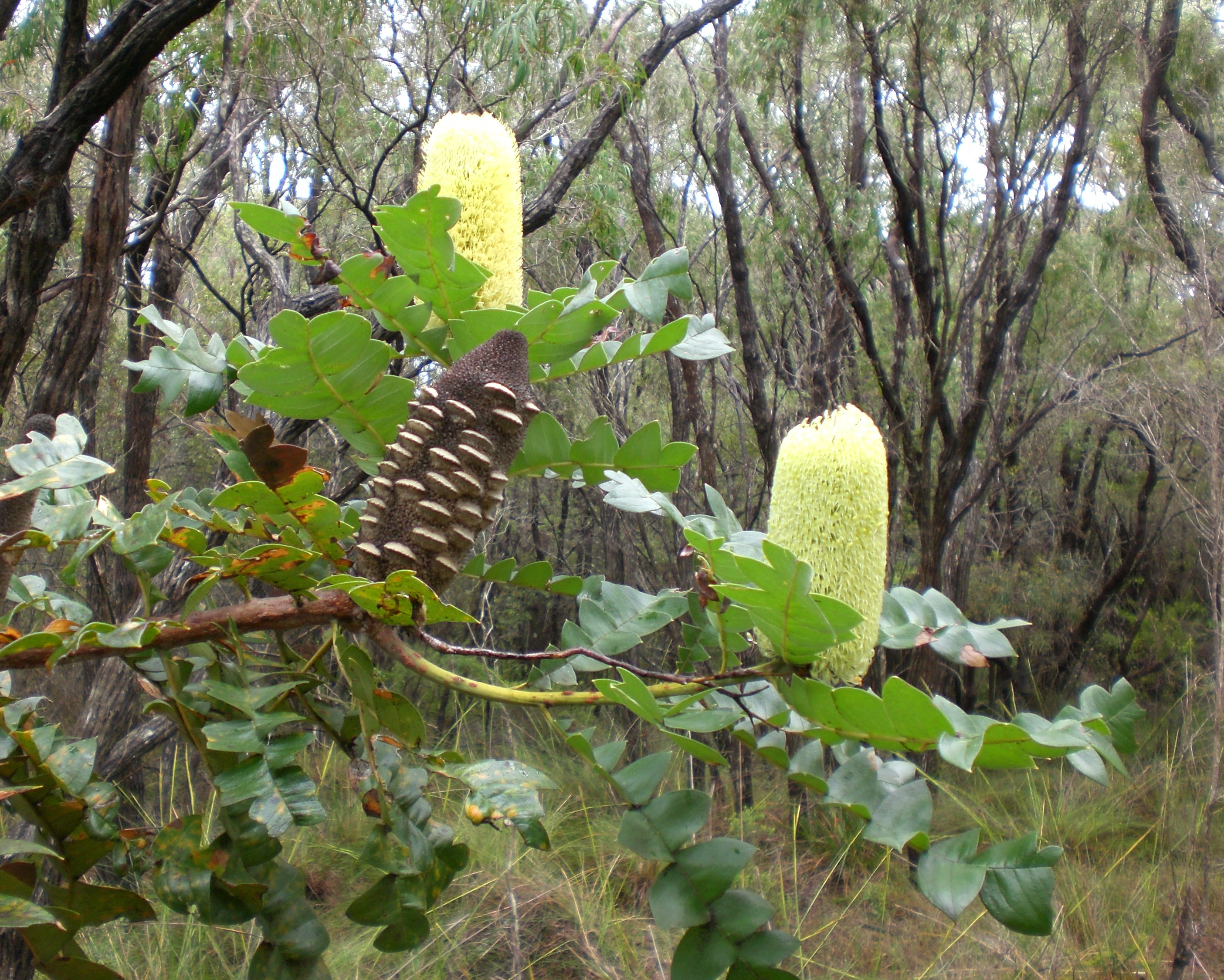
Banksia grandis

## Инфраструктура
Вход в парк платный. В парк ведёт шоссе Френчмен-Бэй-роуд. Доступ к большинству достопримечательностей парка осуществляется по покрытым дорогам. На территории парка нет других туристических объектов, но поблизости, в заливе Френчмен, можно найти барбекю, столы, магазины и туалеты. Входные билеты необходимы для посещения Албани-Гэпа и Природного моста.
В парке есть множество прогулочных маршрутов, в основном на расстояние менее 1 500 м, в том числе тропа Джимми Ньюхиллса и пешеходная тропа Stony Hill Heritage Trail. Самая длинная тропа — это 10-километровый маршрут по Болд-Хед вдоль полуострова Флиндерс, заканчивающаяся у Болд-Хед на восточной окраине парка.
В 2016 году была открыта модернизация объектов на Албани-Гэп и Природном мосту. Реконструкция включала в себя две общедоступные смотровые площадки, соединяющие дорожки, зону для пикника, поясняющие указатели и автостоянку. Консольная решетчатая прозрачная платформа в ущелье возвышается почти на 40 м над Южным океаном и простирается на 10 м от скалы, из которых 4 м находится прямо над океаном.